# Ла-Мота (замок)
Ла-Мота (исп. Castillo de La Mota) — средневековый замок в городке Медина-дель-Кампо, в провинции Вальядолид, Испания. Расположен на высоком холме и доминирует над обширной окружающей территорией. Замок служил цитаделью крупной по площади крепости. От внешних стен этой крепости сохранились только небольшие фрагменты. Материалом строительства служил характерный местный кирпич красноватого цвета. Камень использовался только для некоторых элементов. Здание принадлежит к типу сооружений, известных как замки Вальядолида. 8 ноября 1904 года сооружение объявлено объектом культурного наследия Испании. Масштабная модель этого комплекса находится в тематическом парке Мудехар в Ольмедо.

## История

### Ранний период
Замок построен, вероятно, между 1070 и 1080 годами.

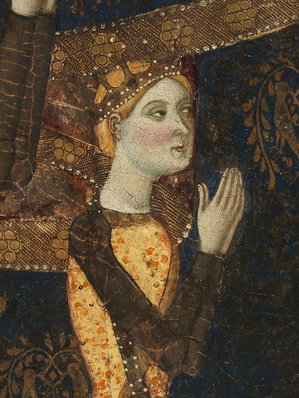
Изображение короля Хуана I

В 1390 году король Хуан I подарил город и замок сыну, инфанту Фердинанду I Справедливому, будущему королю Арагона. В 1416 уже Фердинанд подарил Медина-дель-Кампо своему сыну Хуану (будущему королю Хуану II Арагонскому). В 1433 году горожан обязали заплатить 2000 маравиди за работы, проведённые по расширению и укреплению цитадели.
Конфликты между Хуаном II Кастильским и его сыном Альфонсо приводили к тому, что наследник с верными людьми запирался в замке и не пускал туда отца. В 1441 году король Кастилии был вынужден начать осаду цитадели, где укрылись сторонники инфанта и 250 воинов. Но из-за нехватки продовольствия и воды гарнизон вскоре капитулировал.
После битвы при Ольмедо в 1445 году цитадель Ла-Мота окончательно перешла под контроль короля. Около 1460 года Энрике IV Кастильский приказал построить «башню, которая впоследствии стала причиной многих несчастий». В 1464 году он передал замок архиепископу Толедо Альфонсо Каррильо де Акунья, который вскоре предал монарха и поддержал в борьбе за трон его единокровного брата, мятежного принца Альфонсо. Король прибыл в город с войском и сумел захватить замок. Однако в 1467 году цитадель снова оказалась в руках сторонников принца Альфонсо. В 1468 году мятежник скончался, но восстание не прекратилось. Теперь его возглавила родная сестра умершего, принцесса Изабелла. В том же году она подписала мирный договор с королём. В документе оговаривалось, что Изабелла объявляется наследницей трона и получает «город Медина-дель-Кампо, а также крепость Ла-Мота». Однако в 1470 году король отобрал город у Изабеллы, чтобы отдать его своей дочери, принцессе Хуане. Наместником поселения был назначен верный сторонника монарха архиепископ Севильи Алонсо де Фонсека. Так продолжалось до смерти клирика в 1473 году.
Как только архиепископ умер, жители города под руководством наместника общины Кастронуньо окружили цитадель. Им надоело содержать её за свой счёт и они намеревались снести укрепление. Племянник архиепископа, находившийся в крепости, вступил в переговоры с мятежниками и достиг соглашения о передаче комплекса герцогу Альба, который бы содержал комплекс за свой счёт. Герцог контролировал замок до 1475 года. Он даже провёл внутри ремонт, потратив на него чуть более 45 тысяч мараведов.
В 1475 году королевские чиновники заявила о правах монарха на обладание крепостью. Мэру Франсиско Хирону было велено передать замок королевскому посланнику Альфонсо де Кинтанилья. Вскоре началась реконструкция комплекса. Работы продолжались несколько лет. Сохранились некоторые счета той эпохи. В них указаны суммы выплаченные строителям и инженерам. Сохранились также отчёты о ходе работ. Общая сумма, потраченная на модернизацию крепости оказалась очень внушительной: почти три миллионам мараведи. Основные работы завершились в 1483 году. Эта дата выбита на каменном щите рядом с гербами Католических королей, который размещён над главными воротами.

### XVI век

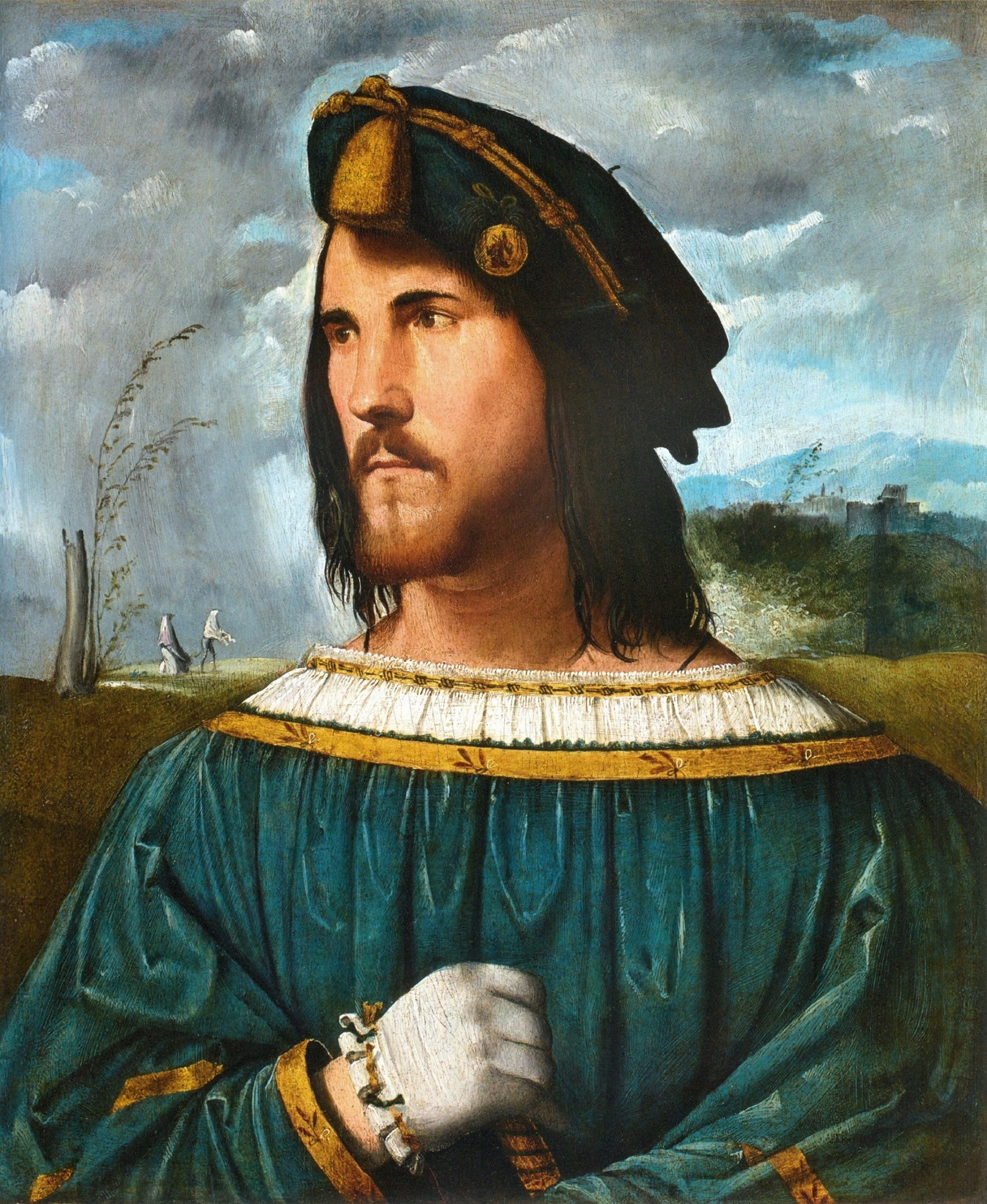
Портрет Чезаро Борджиа

Позже замок стал государственной тюрьмой. Здесь содержались многие известные люди, например, Эрнандо Писарро, Родриго Кальдерон, герцог Фердинанд Калабрийский, Чезаро Борджиа и граф Аранда.
Причём Чезаро Борджиа сумел сбежать из крепости. Этот так называемый герцог Валентино, сын папы Александра VI (Родриго Борджиа), которого Великий капитан Гонсало Фернандес де Кордова взял в плен в Неаполе, сначала был направлен в замок Чинчилья-де-Монтеарагон в нынешней провинции Альбасете. Оттуда Чезаре Борджиа пытался бежать. Он сбросил Габриэле де Гусмана, своего надзирателя и опекуна с стены. Но тот избежал верной смерти благодаря ловкости и силе. После этого Чезаре решили перевести в замок Ла-Мота. Новым руководителем охраны стал Габриэле де Тапиа. Вскоре узник задумал новый побег. Он тайно связался с Родриго Алонсо Пиментелем, герцогом Бенавенте, который враждовал с испанскими монархами. В ночь на 25 октября 1506 года заключённый смог спуститься из своей комнаты в главной башне по верёвке. Причём верёвка не доставала до земли и пришлось прыгать с приличной высоты. Вместе с графом Бенавенте беглец тайно прибыли в Вильялон-де-Кампос, где скрывался несколько дней. За его поимку предлагалось десять тысяч дукатов. Но в итоге Чезаре перебрался в Сантандер, избежав устроенной ему засады, а оттуда в Наварру. Правивший там король Жан III д’Альбре приходился родным братом Шарлотты, супруги пленника. В итоге Борджиа оказался в безопасности.
Во время Восстания комунерос в 1520—1521 годах крепость осталась верна короне. Это сыграло важную роль в ходе конфликта, так как в замке имелся внушительный артиллерийский парк.

### XVII–XIX века

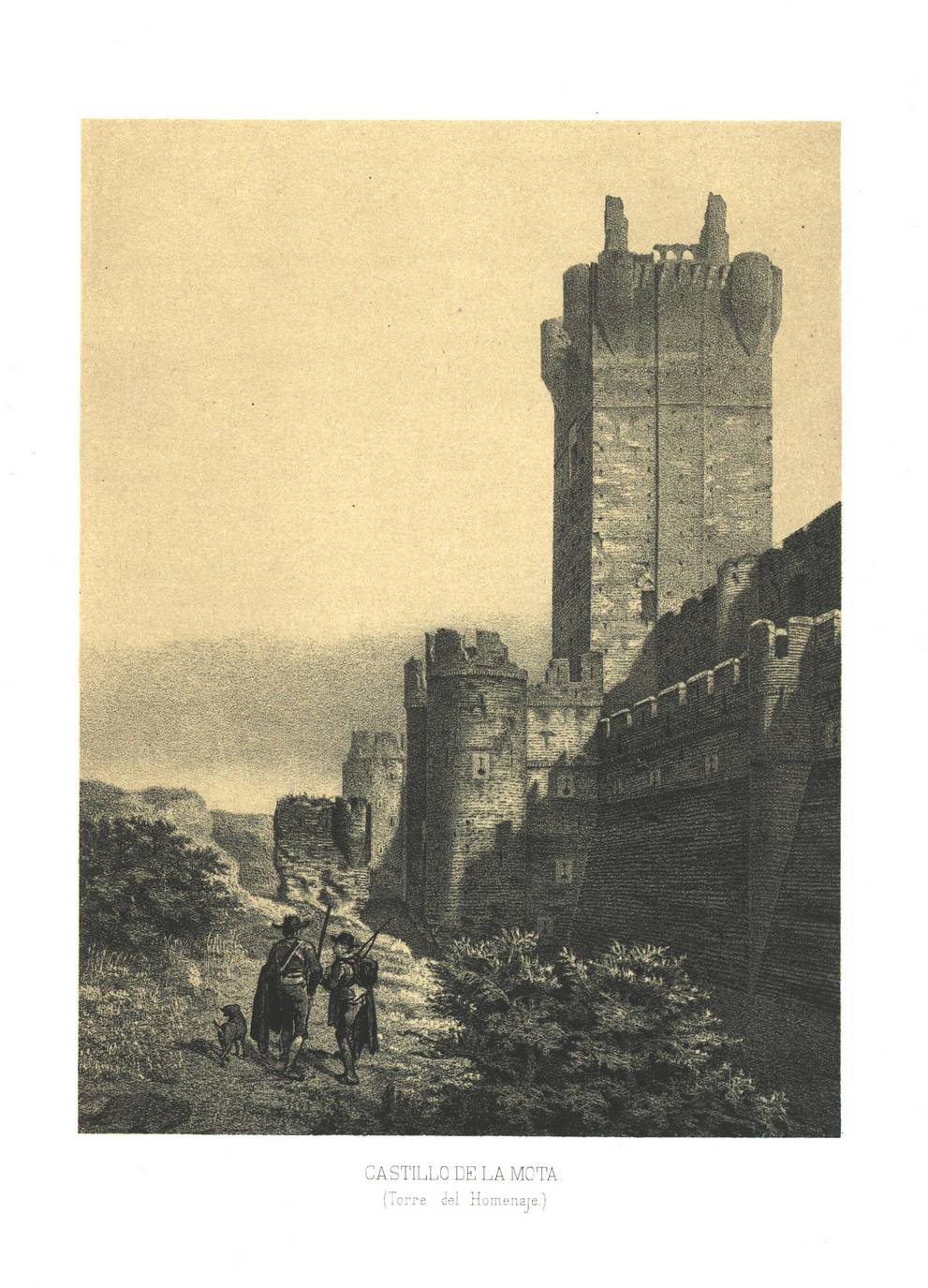
Замок на рисунке 1861 года

В XVII веке замок утратил прежнее значение. Постепенно он приходил в упадок. В XIX веке прежняя мощная крепость была практически заброшена и медленно разрушалась.

### XX век
Признание замка в 1904 году спасло его от разрушения. Были проведены восстановительные работы. Цитадель стала одной из главных достопримечательностей региона.
После завершения гражданской войны в Испании генерал Франсиско Франко распорядился передать замок женской секции партии FET de las JONS, чтобы там разместилась штаб-квартира этой организации.
В 1992 году была создана программа документации и диагностики Генерального плана, которую возглавил Фернандо Кобос Гуэрра, с помощью архитектора Игнасио Гарсия де Туньон и документалиста Антонио Андраде. Были составлены полные планы всего здания, проанализированы различные фабрики и строительные элементы каждого периода, а также проведены поиски в разных архивах (Симанкас, Алькала, HP Вальядолид, Х. Милитар и т. Д.). Эта документация, сопровождаемая методичными раскопками, позволила выявить до сих пор скрытое величие исторического здания, окончательно оценить замок Ла Мота во всех отношениях, позволив признать его одним из важнейших произведений военной архитектуры Европейского Ренессанса.
В конце июля 2010 года башня была открыта для публики после ее реставрации и приспособления.

## Описание замка
Замок прекрасно отреставрирован. В основании он имеет трапециевидную форму и окружён двойным кольцом стен. Внешняя более низкая. Вокруг неё выкопан ров. Главные ворота, который размещены в северо-западной стене, защищены двумя башнями. Внутреннее кольцо стен усилено по углам мощными башнями. В северо-западной части расположен бергфрид. Главная башня имеет квадратную форму. Её высота достигает 38 метров, а ширина у основания — 13 метров. В настоящее время в башне пять этажей. По её краям в верхней части имеются четыре парные бартазаны и Машикули. Внутрь можно было попасть только по подъёмному мосту
Капелла замка построена романско-мудехарском стиле. На главном алтаре находится простой запрестольный образ с барельефами, изображающими шестеро святых: Раймундо де Фитеро, Апостол Иаков, Фердиндо III, Тереза Авильская, Исидор Мадридский и Исидор Севильский. Pапрестольный образ венчает статуя Христа из слоновой кости, изготовленная в XVI веке.
В здание резиденции ведёт красивая неоготическая лестница. На главной этаже находится Зал слав с выходом на одну из прямоугольных башен. Помещение украшено лепниной.

## Современное использование
Замок Ла-Мота принадлежит автономному сообществу Кастилия-Леон. Здесь проводятся конференции, семинары и другие общественно-образовательные мероприятия. Кроме того в замке устраивают концерты, выставки и проводят эксукрсии.

## Галерея

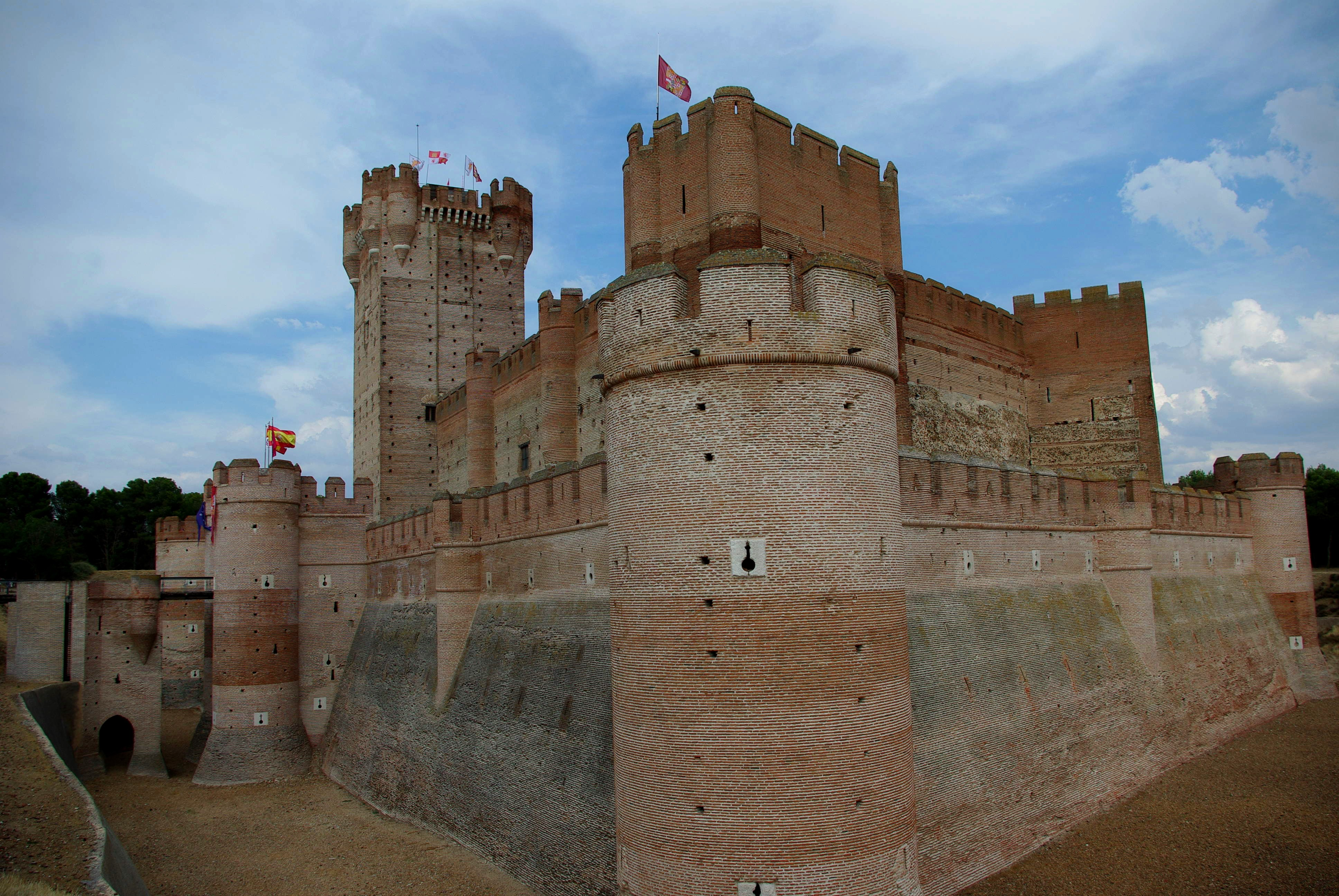
Вид на цитадель с южной стороны
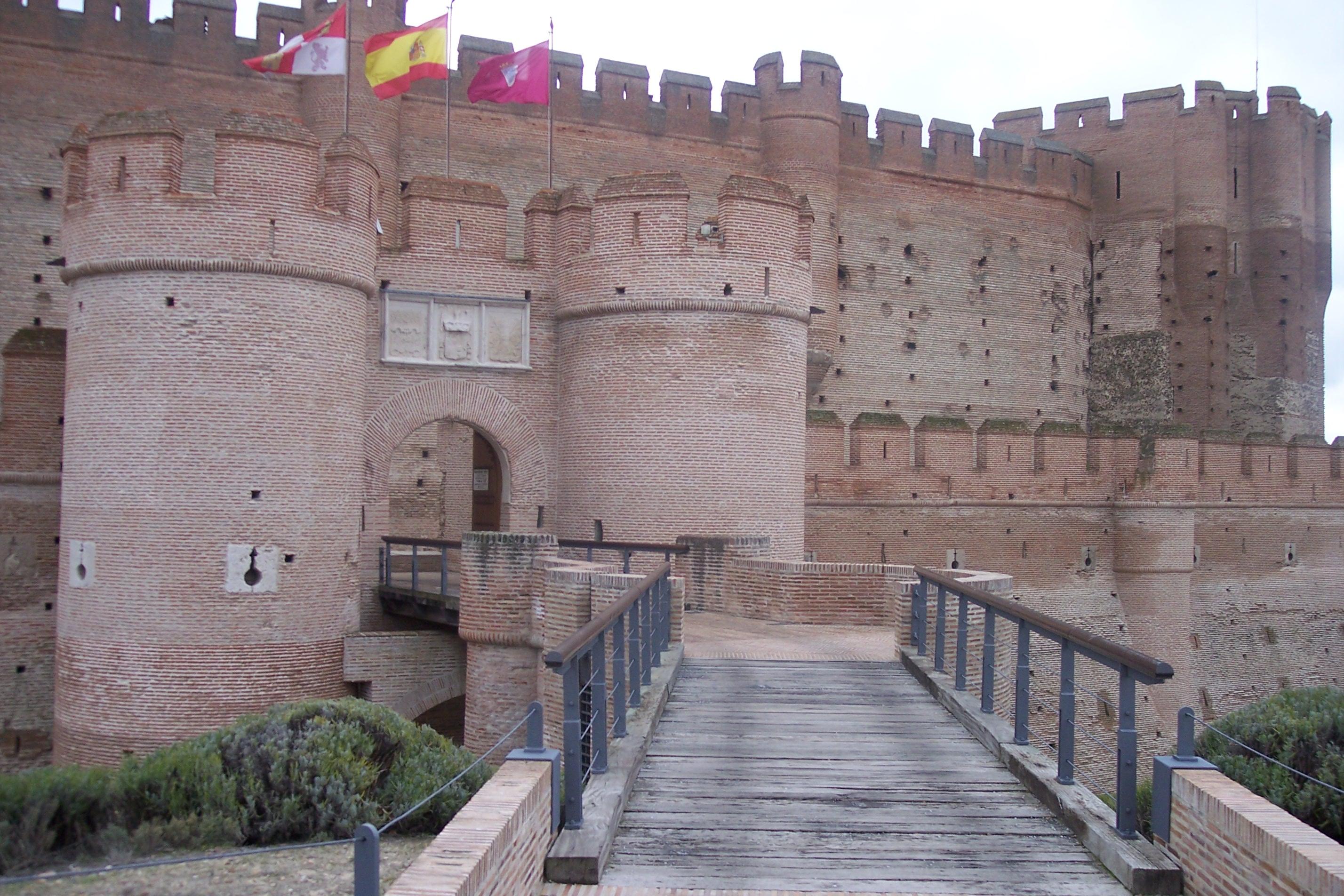
Вход в крепость
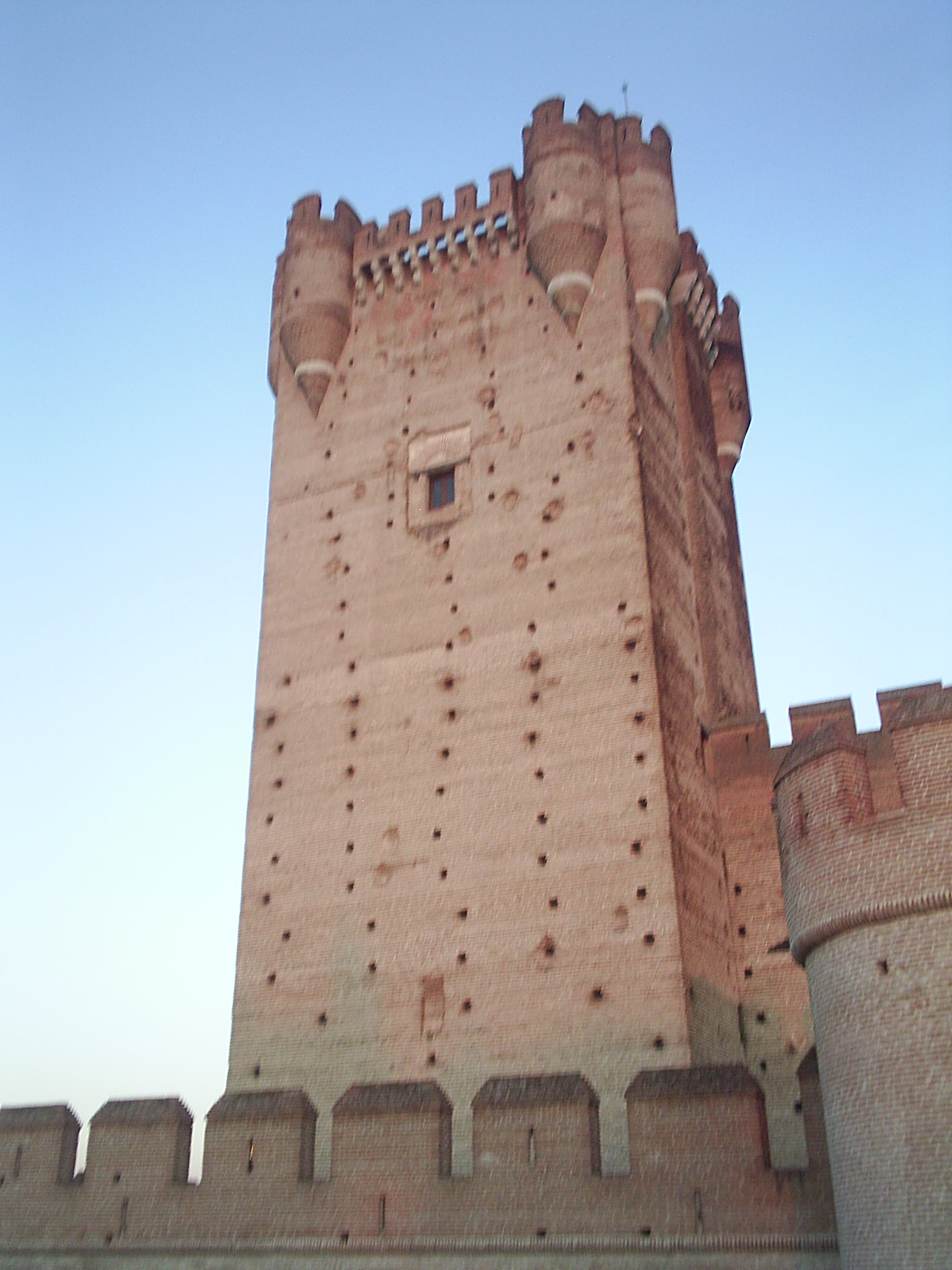
Главная башня
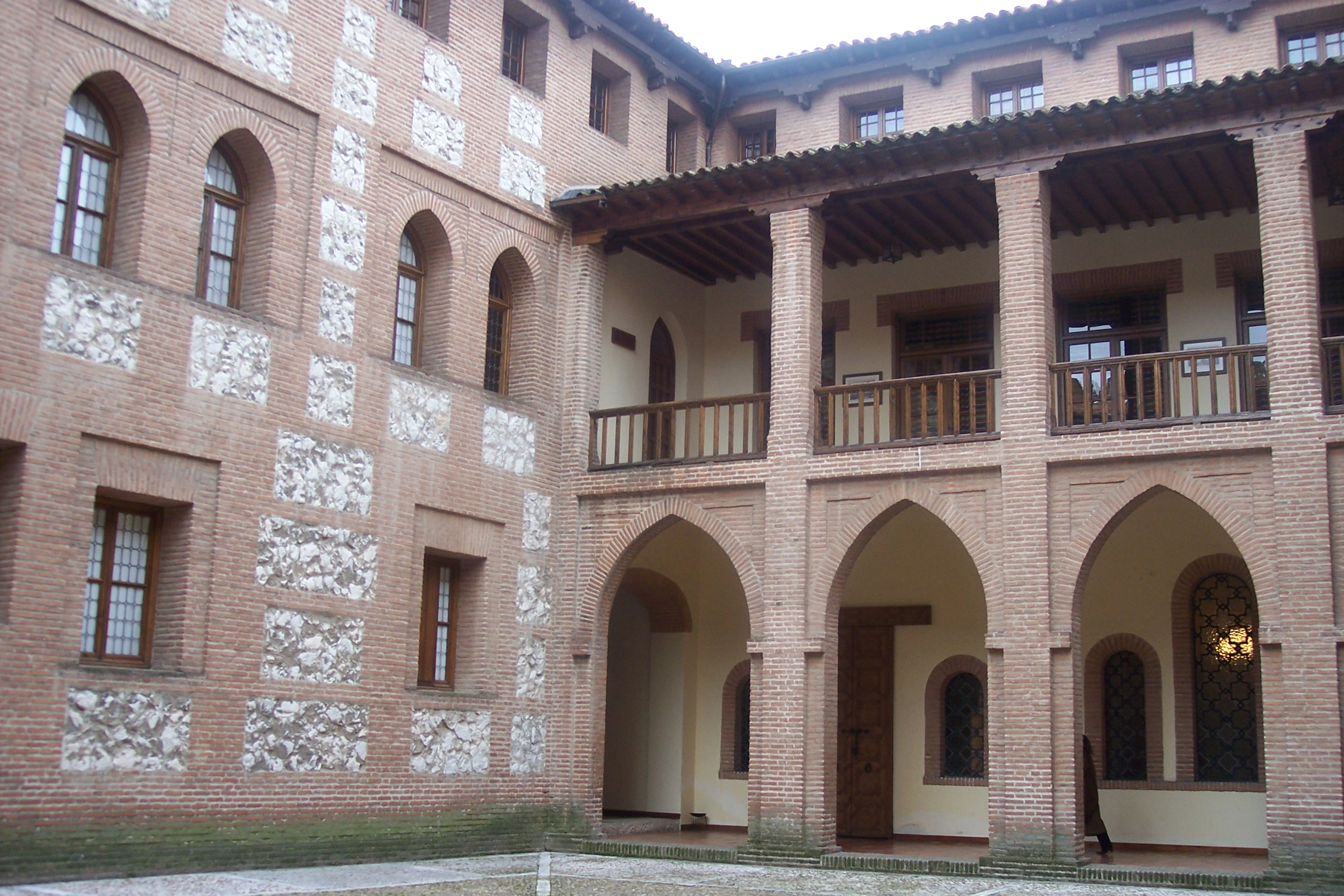
Внутри замка
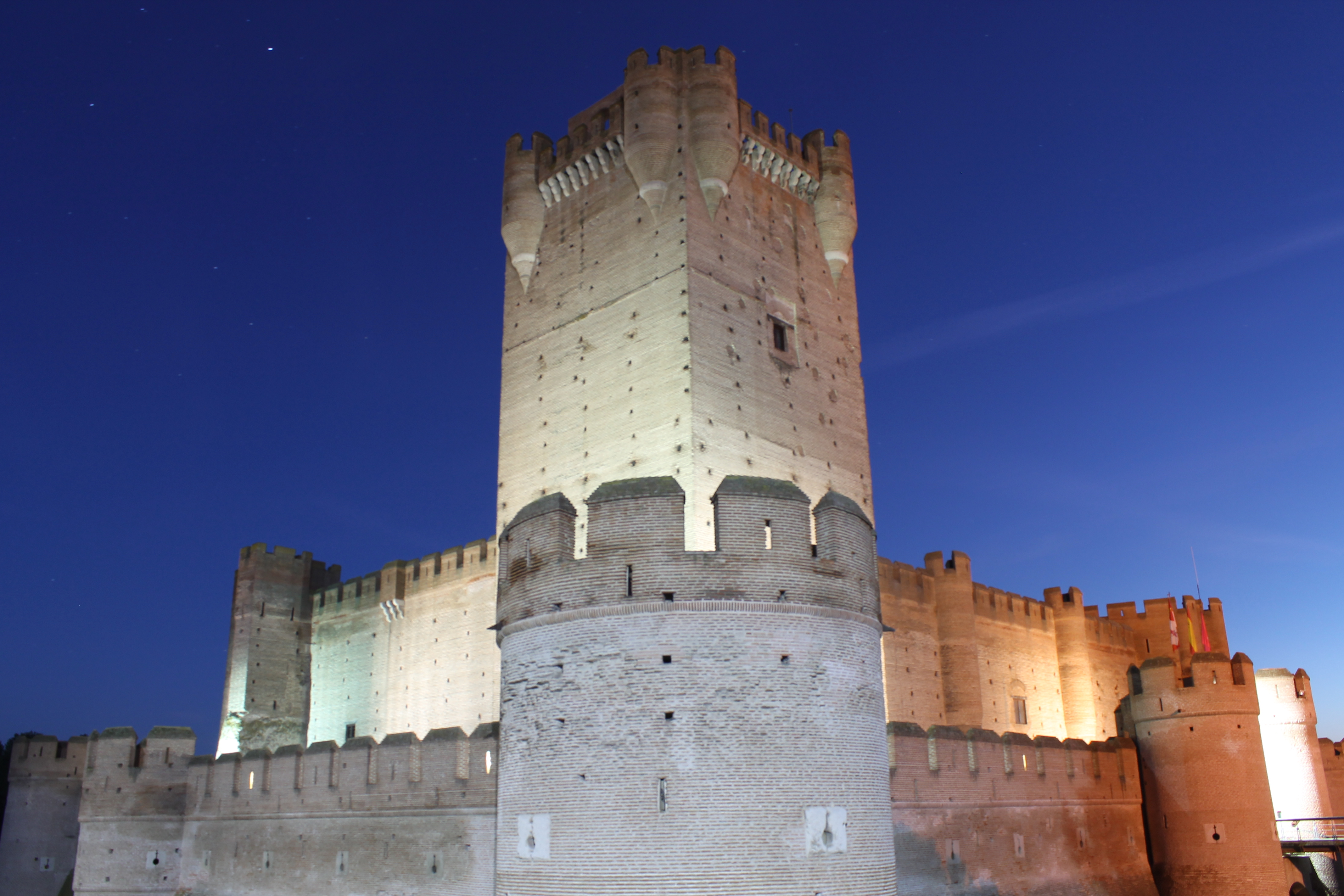
Ночная подсветка крепости